# Boril (cortesà)
Boril (grec medieval: Βορῖλος, Borilos; fl. al darrer quart del segle xi) fou un esclau, cortesà i confident de l'emperador romà Nicèfor III Botaniates (r. 1078-1081). Era un bàrbar originari d'algun indret dels Balcans. Les fonts contemporànies el presenten com una persona competent i valorosa, però també com un home tenebrós i amb set de poder que només mirava pels seus propis interessos.
L'ascens al tron del seu amo, Nicèfor Botaniates, obrí un període de tres anys durant els quals Boril i el seu compatriota Germà governaren l'Imperi Romà d'Orient des de l'ombra. Fou un enemic acèrrim del jove i brillant comandant Aleix Comnè i, segons algunes fonts, el seu assetjament constant fou l'espurna que encengué la revolta dels Comnens. El poder se li escapolí definitivament quan Comnè derrocà Botaniates i es feu coronar emperador.

## Orígens
Se sap que Boril era un bàrbar, però les fonts discrepen sobre els seus orígens exactes: en l'Alexíada, Anna Comnena el descriu adés com a eslau, adés amb el terme arcaic escita; Nicèfor Brienni el Jove, marit de Comnena i també historiador, el presenta com a escita o mesi; el bizantinista alemany Diether Roderich Reinsch el fa petxeneg o d'ascendència bulgaroeslava; el catedràtic hongarès Gyula Moravcsik sosté que era búlgar; i l'historiador canadenc Eric McGeer el descriu com a eslau i prou.
L'eslavista grec Fédon Malingudis rebutja que fos búlgar, adduint que Brienni no fa servir mai termes arcaics per referir-se als búlgars. Així mateix, relaciona el seu nom amb el verb eslau borit, que significa ‘lluitar’. El medievalista romanès Alexandru Madgearu en conclou que Boril devia ser un petxeneg o, tal vegada, un cumà amb un nom eslau en un context multilingüe. En tot cas, si era petxeneg, hauria pogut ser un dels nombrosos membres d'aquesta nació que es convertiren al cristianisme a Paradúnabon en la segona meitat de la dècada del 1040. Per altra banda, Constantí Manasses assevera que parlava un grec macarrònic.

## Biografia
Boril, descrit com «un home valent i vigorós» per Joan Zonaràs i com un personatge vil que es venia al millor postor per Nicèfor Brienni el Jove, era un esclau de Nicèfor III Botaniates. És possible que Boril i Botaniates es coneguessin des del 1062-1065, quan aquest últim fou dux de Paradúnabon. En tot cas, Botaniates hauria comprat Boril abans de la seva insurrecció. Quan el seu amo, enfurismat per la desídia de l'emperador Miquel VII Ducas davant de la invasió turca d'Anatòlia, el feu caure a la primavera del 1078, envià Boril de Prènet a Constantinoble per assumir el control dels palaus de la ciutat i afermar la seva posició com a nou emperador.
Una vegada instal·lat Botaniates en el tron, Boril i Germà, un altre cortesà bàrbar que gairebé sempre apareix al costat de Boril en les fonts, esdevingueren el poder a l'ombra de l'Imperi Romà. El dux de Dirràquion, Nicèfor Brienni el Vell, un altre general revoltat contra Miquel VII Ducas, havia rebutjat una oferta conciliadora de Botaniates i continuava en peu de guerra. Segons Anna Comnena, poc després que el domèstic de les escoles Aleix Comnè vencés el rebel i el fes presoner en la batalla de Calaura, Boril hauria fet cegar Brienni, tot i que Zonaràs imputa aquesta acció al mateix Comnè. Tot seguit, encomanà una nova missió a Comnè: sufocar una nova revolta encapçalada per Nicèfor Basilaces, o Basilaci, successor de Brienni com a dux de Dirràquion. Boril i Germà encara se les tingueren amb un tercer home nomenat dux de Dirràquion, Jordi Monomacat, que en un primer moment no volia acceptar el càrrec, però acabà fent-ho per fugir dels dos cortesans, que no deixaven de vilipendiar-lo davant de l'emperador. Les llengües viperines de Boril i Germà feren efecte sobre Botaniates, que compartí amb l'emperadriu Maria d'Alània les seves sospites que Monomacat era «un enemic de l'imperi dels romans».
Boril i Germà, que a aquestes altures ja eren tan odiats com ho havia estat el ministre en cap de Miquel VII Ducas, Niceforitzes, veien en Comnè un rival en la lluita aferrissada pel poder. Així doncs, l'adopció de Comnè per Maria, que li permetia accedir directament a l'emperador i la xarxa d'espies que mantenia l'emperadriu, fou un motiu de gran alarma per als dos cortesans, que redoblaren els esforços per sabotejar-lo. Per exemple, quan Botaniates manà a Comnè que expulsés els turcs de Cízic, Boril feu mans i mànigues per impedir que passés per Constantinoble. Les fonts no es posen d'acord sobre el paper de Boril i Germà en la gènesi de la revolta. Comnena i Brienni descriuen la rebel·lió com un acte d'autodefensa dels Comnens, que vivien amb l'ai al cor per la rancúnia que els tenia Boril, mentre que Zonaràs afirma que Boril descobrí una conxorxa que els Comnens ja feia temps que covaven. Fos com fos, després de l'esclat de la revolta, Boril i Germà pararen una emboscada a Aleix i el seu germà Isaac, però els seus preparatius arribaren a orelles d'un mestre alà, que corregué a avisar els Comnens. Quan Aleix entrà a Constantinoble, Boril reuní la guàrdia varega entre el fòrum de Constantí i el Mílion per plantar-li cara, però Botaniates li ho prohibí per evitar un bany de sang a la ciutat. No gaire més tard, el cortesà, frustrat, lloà irònicament Botaniates mentre el basileu derrocat sortia del palau, encara abillat amb la vestimenta imperial. A partir d'aquest moment, Boril desapareix de la història.
En el decurs de la seva carrera breu però fulgurant, se li concediren les dignitats de pròedre, protopròedre i gran primicer dels ètnics, és a dir, cap de la guàrdia imperial estrangera.